# 唐宫燕
《唐宫燕》（原名：唐宮燕之女人天下），是拉風娛樂出品的一部宮廷歷史劇。該劇以武則天後期到李隆基即位這段歷史為背景，描述了一場“女人天下”中血雨腥風的權位之爭。2011年10月在橫店影視城開機，2011年12月正式殺青，由劉庭羽、劉心悠、李承铉、陳威翰、何賽飛、惠英紅、謝祖武、楊恭如、陳秀麗、寇振海、陸昱霖主演。

## 播放平台
| 頻道     | 所在地   | 播映日期      | 播出剧场     | 播出時間                                 |
| -------- | -------- | ------------- | ------------ | ---------------------------------------- |
| 湖南衛視 | 中国大陆 | 2013年8月24日 | 第一周播劇場 | 每周六至周一22:00 - 00:00                |
| DATV     | 日本     | 2014年3月17日 |              | 毎週一 19:00～21:00（2集）               |
| 佳樂台   | 新加坡   | 2014年4月4日  |              | 周一至周五 7pm                           |
| CHING    |          | 2014年6月27日 |              | 每周一至周五每天2集(7-9AM,3-5PM,1AM-3AM) |
| ntv7     | 马来西亚 | 2014年8月5日  |              | 每周一至周四13:00起                      |
| NOTTV2   | 日本     | 2015年1月8日  |              | 每周一至周五 23：00～23：45              |

## 演員表

### 大唐皇族
| 演員   | 角色   | 暱稱/關係 | 日语配音   |
| 惠英紅 | 武則天 | 女皇帝→太上皇→則天大聖皇后(追諡) 李顯、李旦、安定公主、李令月之母 韋皇后之婆婆兼天敵，被韋后仇視 李重潤、李重俊、李仙蕙、李裹兒、李隆基之皇祖母 武承嗣、武三思之姑媽 武延基、武崇訓之姑婆 於第9集退位，傳位予李顯，並被其加封為「則天大聖皇帝」 於第10集駕崩於上陽宮仙居殿，遺詔去帝號，稱「則天大聖皇后」，並與唐高宗合葬於乾陵，墓前立無字碑 | 安原丽子   |
| 謝祖武 | 李 顯  | 盧陵王→太子→唐中宗 武則天之子 韋皇后之夫 李旦、李令月之兄 李重潤、李重俊、李仙蕙、李裹兒之父 李隆基之伯父 於第9集登基為皇 於第43集被李裹兒毒死 | 河合みのる |
| 何赛飞 | 韋皇后 | 盧陵王妃→太子妃→韋皇后 一心想效法武則天登上女皇之位 武則天之媳兼天敵，仇視武則天 李顯之妻 李旦、李令月之嫂 李重潤、李仙蕙、李裹兒之母 李重俊之繼母 李隆基之伯娘 與武三思私通 於第4集假裝患上失心瘋以讓別人猜測為武三思或二張其中一方陷害 於第9集冊封為皇后 於第30集被李隆基殺死                                                                | 麻生侑里   |
| 陈威翰 | 李重俊 | 太子 武則天之孫 李顯之子 韋皇后之繼子 李重潤之同父異母弟 李仙蕙、李裹兒之同父異母兄 李旦、李令月之侄 原與孟芙相戀，後被孟芙下毒酒害死 |            |
| 徐歆雨 | 李仙蕙 | 永泰郡主→永泰公主（追封） 武則天之孫 李顯、韋皇后之女 李重潤之妹 李重俊之同父異母妹 李裹兒之姊 李旦、李令月之侄女 武延基之妻 被武則天賜死 |            |
| 刘娜萍 | 李裹兒 | 安樂公主 武則天之孫女 李顯、韋皇后之女 李重潤、李仙蕙之妹 李重俊之同父異母妹 李旦、李令月之侄女 武崇訓之妻 於第30集被孟芙殺死 |            |
| 駱達華 | 李 旦  | 相王→太尉→唐睿宗 武則天之子 李顯之弟 李令月之兄 李重潤、李重俊、李仙蕙、李裹兒之叔父 李隆基之父 於第4集被刺客行刺未遂 於第9集冊封為太尉 |            |
| 李承铉 | 李隆基 | 臨淄郡王→唐玄宗 武則天之孫 李旦之子 李顯、李令月之侄 愛慕孟凡，被孟凡誤會殺死孟芙 | 中川慶一   |
| 楊恭如 | 李令月 | 太平公主→鎮國太平長公主 武則天之女 李顯、李旦之妹 李重潤、李重俊、李仙蕙、李裹兒、李隆基之姑媽 於第4集假裝中毒以讓別人猜測為武三思或二張其中一方陷害 於第9集冊封為鎮國太平長公主 | 園崎未惠   |

### 武家
| 演員   | 角色   | 暱稱/關係                                                                                  |
|        | 武承嗣 | 魏王 武則天之侄兒 武三思之兄 武延基之父 武崇訓之伯父 已去世                                |
|        | 武延基 | 武則天之侄孫 武承嗣之子 武三思之侄兒 李仙蕙之夫 被武則天賜死                               |
| 寇振海 | 武三思 | 梁王 武則天之侄兒 武承嗣之弟 武崇訓之父 武延基之叔父 與韋皇后私通 於第24集亡於重俊太子之手 |
| 陸昱霖 | 武崇訓 | 駙馬爺 武則天之侄孫 武三思之子 武承嗣之侄兒 李裹兒之夫 於第24集亡於重俊太子之手            |

### 孟家
| 演員   | 角色  | 暱稱/關係 | 日语配音 |
| 王 崗  | 孟 元 | 孟凡、孟芙之父 於第1集被判處斬 |          |
| 劉庭羽 | 孟 凡 | 尚工局宮女→尚食局宮女→武則天貼身宮女→安樂公主貼身宮女→司樂大人→尚儀大人 孟元之女 孟芙之姊 李隆基之愛慕對象 小馬、萌櫱之好友 於第1集被鞭打致重傷，後被莫公公所救，並入宮當宮女                          | 中原麻衣 |
| 劉心悠 | 孟 芙 | 尚工局宮女→李重俊太子貼身宮女→安樂公主貼身宮女→內舍大人兼安樂公主貼身宮女 孟元之女 孟凡之妹 小馬之好友 與李重俊相戀並懷孕 於第1集被鞭打致重傷，後被莫公公所救，並入宮當宮女 於第30集被安樂公主殺害死亡 | 今井麻夏 |

### 其他演員
| 演員   | 角色     | 暱稱/關係 | 日语配音   |
| 陳秀麗 | 上官婉兒 | 女官（內舍人）→上官昭容 乳名「小婉」 唐代女學士兼女詩人，頗有才氣，後為唐中宗的昭容 武則天之心腹 李賢和張昌宗的舊情人 於第9集背叛武則天，反投靠武三思等人 於第30集被方生殺死 | 櫻井智     |
| 李肖寧 | 张易之   | 武則天男寵 張昌宗之兄 張靈真之叔父 於第12集被武三思等人殺害 | 朝比奈拓見 |
| 董 祺  | 张昌宗   | 武則天男寵 張易之之弟 張靈真之叔父 上官婉兒之舊情人 於第12集被武三思等人殺害                                                                                                 | 柳田淳一   |
| 高 海  | 張靈真   | 武則天男寵 張易之、張昌宗之侄 於第11集落水身亡 |            |
| 鍾久夫 | 小 馬    | 太監 原為張靈真之近侍 孟凡、孟芙之好友 |            |
| 李瑞雪 | 萌 櫱    | 尚寢局宮女 孟凡之好友 於第5集被殺害 |            |
| 鄧 捷  | 方 生    | 侍衛 李隆基之心腹 |            |
| 宮 媛  | 蓉 兒    | 李令月之侍女 |            |
| 栗 梅  | 張尚宮   | |            |
| 楊建軍 | 周公公   | 盧陵王府太監，後為內侍監 |            |
| 楊小丹 | 月 秀    | 宮女領導 於第2集因披頭散髮而被殺害 |            |

## 收視率
由csm数据参考而来，收视率包括全天收视指数和市场(收视)份额参数
| 平台     | 平均收视率 | 平均收视份额 |
| 湖南卫视 | 0.413      | 2.515        |

- 同時段戲劇節目：
  - 浙江衛視 《我不是明星》/《中國好聲音（重播）》
  - 江蘇衛視 《非誠勿擾》《芝麻開門》
  - 東方衛視 《東方直播室》/《中國夢之聲》/《誰能百裏挑一》
  - 深圳衛視 《男左女右》/《直播港澳台》/《決勝制高點》

數據由央視索福瑞CSM33城測量儀提供
- 資料來源：CSM（页面存档备份，存于）

## 外部連結
- 《唐宫燕》新浪网专题（页面存档备份，存于）
- 《唐宫燕》湖南衛視专题（页面存档备份，存于）
- 《唐宫燕》观剧报告 网易娱乐（页面存档备份，存于）
- 《謀（たばか）りの後宮》日本DVD網站
- '여인천하'CHING網站（页面存档备份，存于）

## 作品的變遷
| 中国大陆 湖南衛視 第一周播劇場 每周六至周一22:00 - 00:00兩集連播 | 中国大陆 湖南衛視 第一周播劇場 每周六至周一22:00 - 00:00兩集連播 | 中国大陆 湖南衛視 第一周播劇場 每周六至周一22:00 - 00:00兩集連播 |
| ---------------------------------------------------------------- | ---------------------------------------------------------------- | ---------------------------------------------------------------- |
|                                                                  | 唐宫燕 (2013.08.24 - 2013.09.23)                                 |                                                                  |
| 追鱼传奇 (2013.07.13 - 2013.08.19)                               | 勝女的代價2 (2013.09.28 - 2013.10.20)                            |                                                                  |

| 佳乐台 週一至週五 19:00 - 20：00   | 佳乐台 週一至週五 19:00 - 20：00   | 佳乐台 週一至週五 19:00 - 20：00 |
| ---------------------------------- | ---------------------------------- | -------------------------------- |
|                                    | 唐宮燕 （2014年4月4日－6月6日）    |                                  |
| 彼岸1945 （2014年2月14日－4月3日） | 金玉滿堂 （2014年6月9日－8月13日） |                                  |